# Boarding

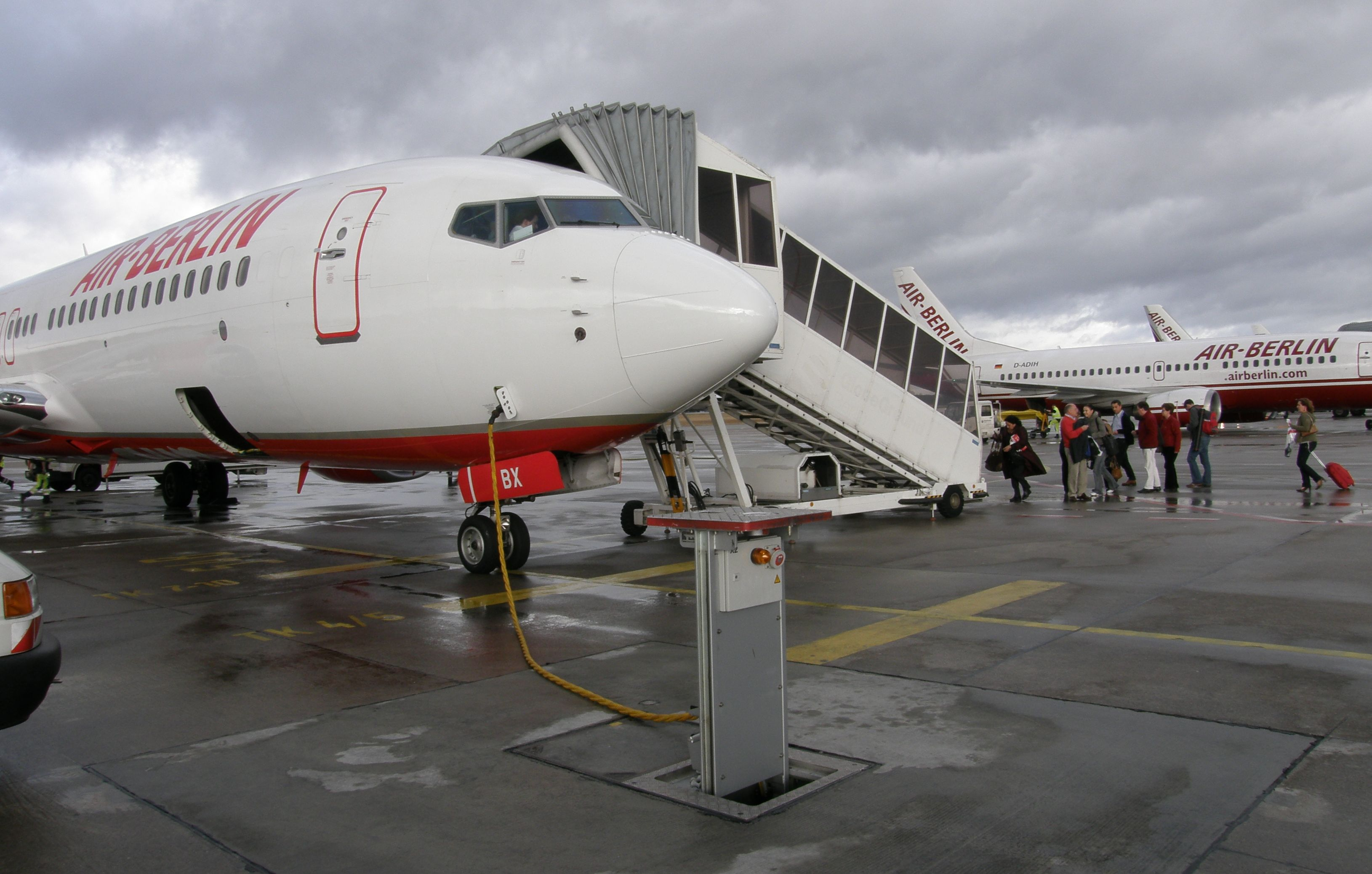
Boarding per Gangway am Terminal C des Flughafens Berlin-Tegel

Unter Boarding (dt.: Einsteigen, an Bord gehen) versteht man im Passagierluftverkehr die Phase zwischen dem Aufruf an die Passagiere, sich zu dem Flugsteig zu begeben, von dem aus das für den gebuchten Flug bereitstehende Flugzeug erreichbar ist, und dem Zeitpunkt, an dem die Flugzeugtüren verriegelt werden. Ab diesem Zeitpunkt geht die Bordverantwortlichkeit vom Ramp Agent der Flughafengesellschaft (wieder) auf den Flugkapitän über.
Der Zeitpunkt, zu dem sich die Passagiere spätestens am Gate einfinden müssen, die sogenannte Last Boarding Time, ist in der Regel auf der ausgehändigten Bordkarte eingetragen. Das jeweilige Flugzeug ist vom Gate aus entweder direkt über eine Fluggastbrücke oder als Busboarding mit einem Vorfeldbus bzw. – auf kleinen Flughäfen – als Walkboarding zu Fuß über das Flughafenvorfeld erreichbar.

## Typischer Ablauf

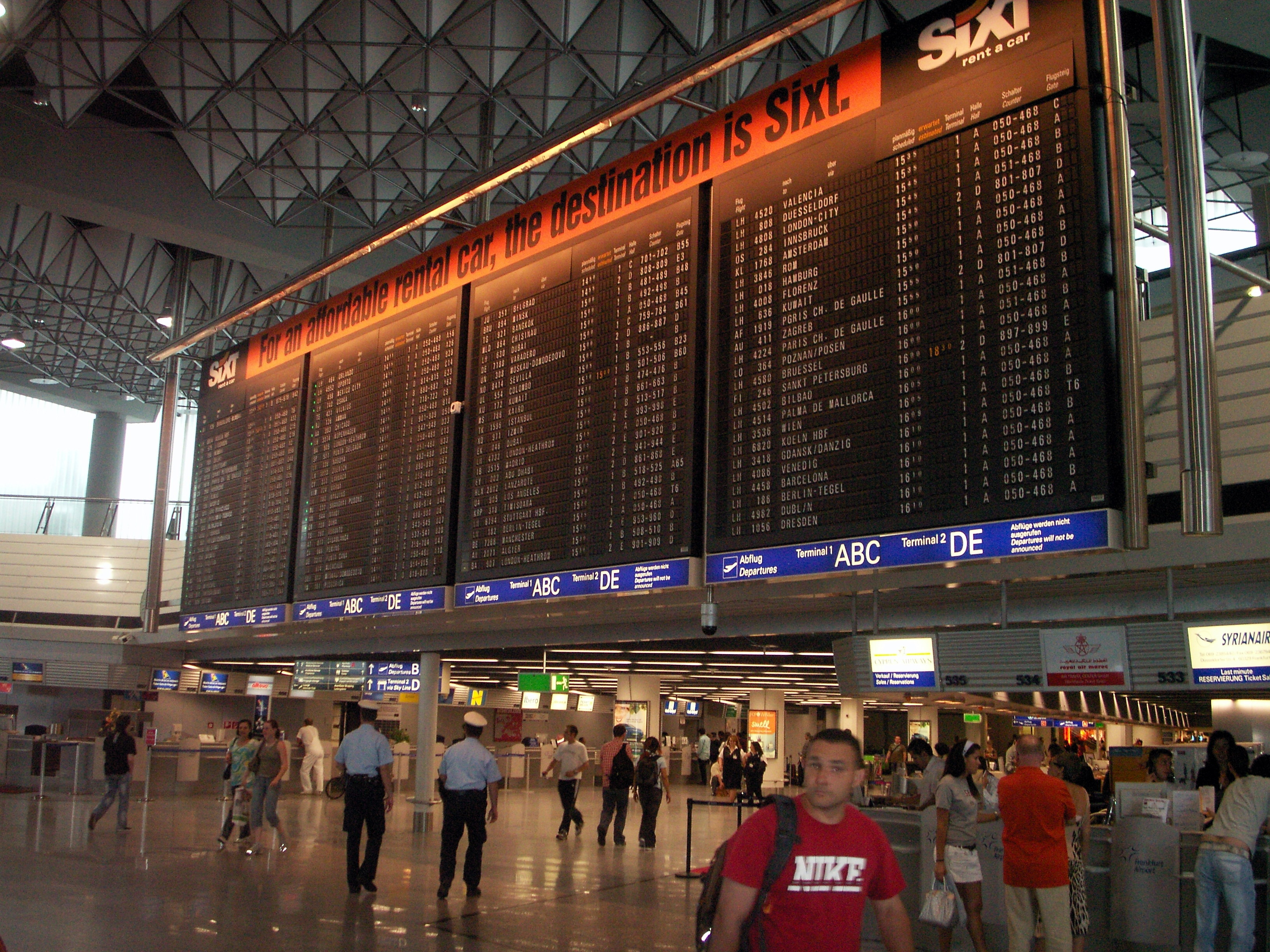
Anzeigetafel im Terminal 1 des Flughafens Frankfurt Main. Auf den beiden linken Tafeln sind die grünen Blinklichter erkennbar, die das Boarding anzeigen.

Der Warteraum am entsprechenden Flugsteig im Flughafen ist gefüllt, die letzten Passagiere durchqueren die dem Warteraum vorgeschaltete Personen- und Handgepäckkontrolle. Über Funk erhält das am Gate-Schalter wartende Bodenpersonal des Flughafens oder der entsprechenden Fluggesellschaft die Bestätigung des u. a. für das Boarding verantwortlichen Ramp Agent der Flughafengesellschaft, dass man im Flugzeug nun bereit sei, die Fluggäste an Bord aufzunehmen (englisch ready for boarding). Über eine Lautsprecheransage gibt das Flughafenpersonal bekannt, dass das Gate für den jeweiligen Flug nun für das Einsteigen geöffnet sei – die Last Boarding Time hat begonnen. Zusätzlich erscheint ein Hinweis auf der Anzeigetafel des Flughafens – oft in Form von zwei grünen, wechselseitig blinkenden Lichtern. Fehlende Passagiere werden mit dem „Final Boarding Call“ (Ausruf über die Lautsprecheranlage) letztmals aufgerufen, das Flugzeug zu besteigen.

Passagiere auf dem Weg durch die Fluggastbrücke zum Flugzeug

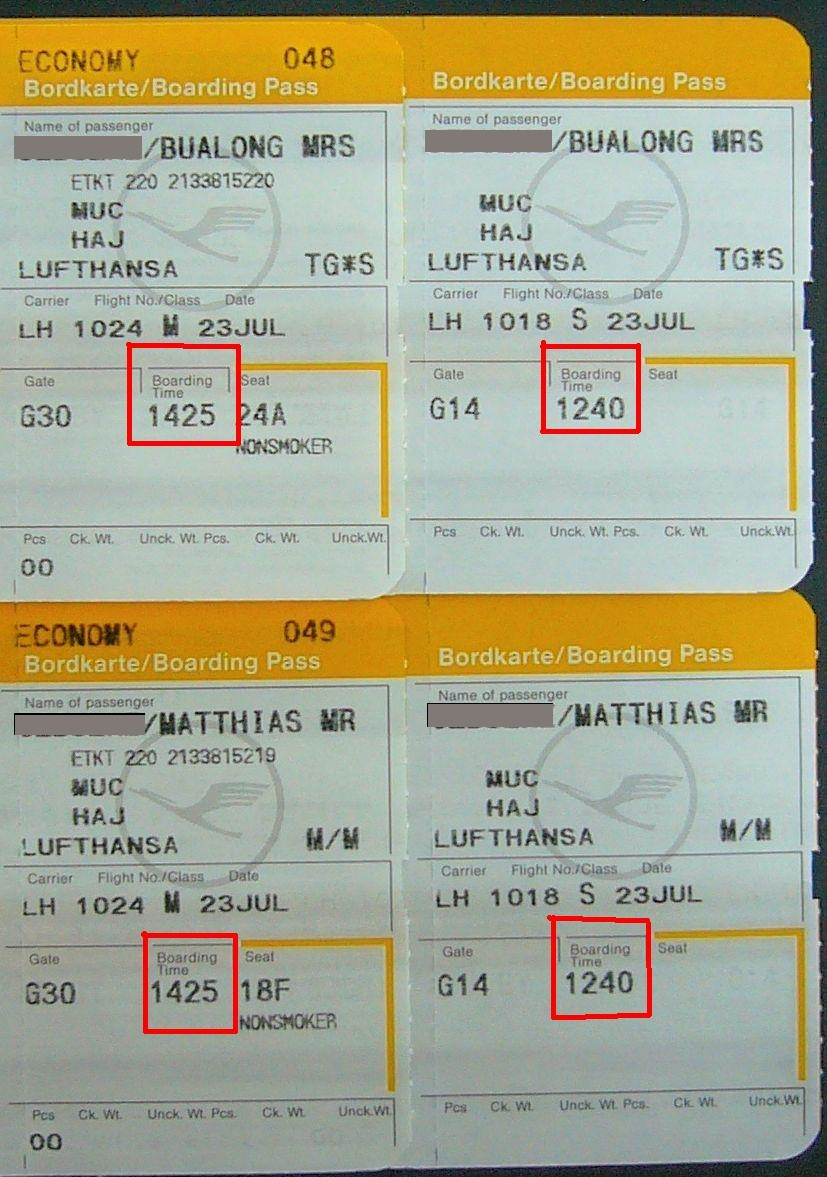
Kontrollabschnitte (Abrisse) von vier Bordkarten der Lufthansa mit jeweiliger Angabe der Last Boarding Time

Bei größeren Maschinen werden nach dieser Ansage die Besitzer bestimmter Bordkarten zuerst gebeten, einzusteigen. Dies sind meistens Passagiere, die im hinteren Kabinenabschnitt des Flugzeugs ihre Plätze haben, aber auch Familien mit Kindern dürfen zuerst an Bord. Bei sehr großen Flugzeugen wird nach Sitzreihen (von hinten nach vorne, z. B. 70–45) aufgerufen, um das Besteigen zu beschleunigen. Sodann werden die Passagiere für die Mittelplätze und schließlich die Fluggäste für die vorderen Sitzreihen zum Einsteigen aufgefordert. Das Bodenpersonal am Gate-Schalter kontrolliert im Abgleich zwischen den von den Passagieren jeweils vorgelegten Bordkarten und der Passagierliste die Vollzähligkeit der Passagiere. In diesem Zusammenhang wird bei einigen Fluggesellschaften sowohl bei Inlands- als auch bei Auslandsflügen zusätzlich das Vorzeigen des Personalausweises bzw. Reisepasses als weitere Identifikation des zum Einstieg berechtigten Passagiers verlangt (Einstiegskontrolle). Heutzutage werden die gedruckten oder elektronischen Bordkarten meist mittels Scanner eingelesen. Die Passagiere behalten somit die komplette Bordkarte ein. Oftmals muss diese beim Betreten des Flugzeugs – insbesondere, wenn der Einstieg vom Flughafenvorfeld aus über eine Gangway erfolgt – kurz der Begrüßungscrew gezeigt werden.
Wenn innerhalb einer bestimmten Zeit einzelne Fluggäste nicht am Flugsteig erschienen sind, so wird das Boarding für den entsprechenden Flug abermals aufgerufen. Sind nach diesem Aufruf nicht alle in der Passagierliste erfassten Passagiere innerhalb eines bestimmten Zeitraums erschienen, so werden ausschließlich diese fehlenden Passagiere namentlich aufgerufen (Final Call). In sogenannten „Silent Airports“ (z. B. am Flughafen Wien-Schwechat) erfolgt kein Aufruf.
Insbesondere in Zweifelsfällen ermitteln Mitglieder der Kabinencrew schnell die genaue Zahl der an Bord befindlichen Passagiere. Sind nach dem Final Call keine Passagiere mehr am Gate zu erwarten, so wird dies mit den Worten „boarding completed“ zwischen Ramp Agent, Flugkapitän, Purser und dem Bodenpersonal am Gate kommuniziert.
Mit der an die Kabinencrew gerichteten Bitte des Flugkapitäns, die Flugzeugtüren zu verriegeln, gilt das Boarding als offiziell beendet. Der Flugsteig wird bis zum nächsten Boarding geschlossen, die Flugzeugtüren werden verriegelt (im Flugzeug beginnen die letzten Vorbereitungen für den Start, die Fluganzeigetafeln „Abflug“ im Flughafen zeigen den Flug schon ab diesem Moment als „gestartet“ an).
Unter dem Begriff Pre-Boarding versteht man das Betreten von einigen privilegierten Passagieren (z. B. Großfamilien, Personen mit eingeschränkter Mobilität und V.I.P.s) vor dem eigentlichen Boarding. Deboarding ist das umgekehrte Prozedere.